# Historia de la neurociencia
Desde las momificaciones del antiguo Egipto hasta las investigaciones científicas del siglo XVIII sobre los "glóbulos" y las neuronas, existen pruebas de la práctica de la neurociencia a lo largo de los primeros periodos de la historia. Las primeras civilizaciones carecían de medios adecuados para obtener conocimientos sobre el cerebro humano. Por tanto, sus suposiciones sobre el funcionamiento interno de la mente no eran exactas. Las primeras opiniones sobre la función del cerebro lo consideraban una especie de "relleno craneal". En el antiguo Egipto, a partir de finales del Reino Medio, para preparar la momificación se extirpaba el cerebro, ya que se suponía que el corazón era la sede de la inteligencia. Según Heródoto, durante el primer paso de la momificación: "La práctica más perfecta consiste en extraer la mayor cantidad posible de cerebro con un gancho de hierro, y lo que el gancho no alcanza se mezcla con drogas". A lo largo de los cinco mil años siguientes, esta opinión se invirtió; ahora se sabe que el cerebro es la sede de la inteligencia.

## Antigüedad

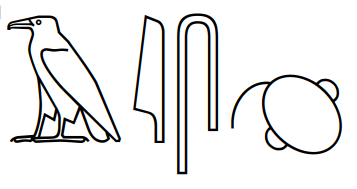
Jeroglífico que designa el cerebro o cráneo en el papiro de Edwin Smith

La referencia más antigua al cerebro se encuentra en el Papiro Quirúrgico de Edwin Smith, escrito en el siglo XVII a. C. El jeroglífico para cerebro, que aparece ocho veces en este papiro, describe los síntomas, el diagnóstico y el pronóstico de dos pacientes heridos en la cabeza que presentaban fracturas compuestas del cráneo. Las valoraciones del autor (un cirujano de campo de batalla) del papiro aluden a que los antiguos egipcios reconocían vagamente los efectos de los traumatismos craneoencefálicos. Aunque los síntomas están bien redactados y detallados, es evidente la ausencia de un precedente médico. El autor del pasaje señala "las pulsaciones del cerebro expuesto" y compara la superficie del cerebro con la superficie ondulante de la escoria de cobre (que de hecho tiene un patrón giroscópico-sulcal). La lateralidad de la lesión se relacionaba con la lateralidad del síntoma, y se describían tanto la afasia ("no te habla") como las convulsiones ("se estremece sobremanera") tras una lesión en la cabeza. Las observaciones de las civilizaciones antiguas sobre el cerebro humano sugieren sólo una relativa comprensión de la mecánica básica y de la importancia de la seguridad craneal. Además, teniendo en cuenta que el consenso general de la práctica médica relativa a la anatomía humana se basaba en mitos y supersticiones, los pensamientos del cirujano del campo de batalla parecen ser empíricos y basarse en la deducción lógica y la simple observación.
En la antigua Grecia, el interés por el cerebro comenzó con los trabajos de Alcmeón, que parecía haber diseccionado el ojo y relacionado el cerebro con la visión. También sugirió que el cerebro, y no el corazón, era el órgano que gobernaba el cuerpo (lo que los estoicos llamarían el hegemonikon) y que los sentidos dependían del cerebro. Según las autoridades antiguas, Alcmaeon creía que el poder del cerebro para sintetizar sensaciones lo convertía también en la sede de los recuerdos y el pensamiento. El autor de Sobre la enfermedad sagrada, que forma parte del corpus hipocrático, también creía que el cerebro era la sede de la inteligencia.
El debate sobre el hegemonikon persistió durante mucho tiempo entre los antiguos filósofos y médicos griegos. Ya en el siglo IV a. C., Aristóteles pensaba que el corazón era la sede de la inteligencia, mientras que el cerebro era un mecanismo de refrigeración de la sangre. Razonaba que los humanos son más racionales que las bestias porque, entre otras razones, tienen un cerebro más grande para enfriar su sangre caliente. En el extremo opuesto, durante el periodo helenístico, Herófilo y Erasístrato de Alejandría se dedicaron a realizar estudios que incluían la disección de cuerpos humanos, aportando pruebas de la primacía del cerebro. Afirmaron la distinción entre el cerebro y el cerebelo, e identificaron los ventrículos y la duramadre. Sus trabajos se han perdido en su mayor parte, y conocemos sus logros gracias sobre todo a fuentes secundarias. Algunos de sus descubrimientos tuvieron que ser redescubiertos un milenio después de su muerte.
Durante el Imperio Romano, el médico y filósofo griego Galeno diseccionó los cerebros de bueyes, simios de Berbería, cerdos y otros mamíferos no humanos. Concluyó que, como el cerebelo era más denso que el cerebro, debía controlar los músculos, mientras que como el cerebro era blando, debía ser donde se procesaban los sentidos. Galeno teorizó además que el cerebro funcionaba por el movimiento de los espíritus animales a través de los ventrículos. También observó que determinados nervios espinales controlaban músculos específicos, y tuvo la idea de la acción recíproca de los músculos. Sólo en el siglo XIX, con los trabajos de François Magendie y Charles Bell, la comprensión de la función espinal superó a la de Galeno.

## De la Edad Media a la Modernidad temprana
La medicina islámica de la Edad Media se centraba en cómo interactuaban la mente y el cuerpo y hacía hincapié en la necesidad de comprender la salud mental. Hacia el año 1000, Al-Zahrawi, residente en la Iberia islámica, evaluó a pacientes neurológicos y realizó tratamientos quirúrgicos de traumatismos craneales, fracturas de cráneo, lesiones medulares, hidrocefalia, derrames subdurales y cefaleas. En Persia, Avicena (Ibn-Sina) presentó conocimientos detallados sobre las fracturas de cráneo y sus tratamientos quirúrgicos. Algunos consideran a Avicena el padre de la medicina moderna. Escribió 40 obras sobre medicina, entre las que destaca el Qanun, una enciclopedia médica que se convertiría en un elemento básico en las universidades durante casi cien años. También explicó fenómenos como el insomnio, la manía, las alucinaciones, las pesadillas, la demencia, la epilepsia, la apoplejía, la parálisis, el vértigo, la melancolía y los temblores. También descubrió una afección similar a la esquizofrenia, a la que denominó Junun Mufrit, caracterizada por agitación, alteraciones del comportamiento y del sueño, respuestas inapropiadas a las preguntas e incapacidad ocasional para hablar. Avicena también descubrió el vermis cerebeloso, al que llamó simplemente vermis, y el núcleo caudado. Ambos términos se siguen utilizando hoy en día en neuroanatomía. También fue la primera persona en asociar los déficits mentales con déficits en el ventrículo medio del cerebro o lóbulo frontal.Abulcasis, Averroes, Avenzoar y Maimónides, activos en el mundo musulmán medieval, también describieron una serie de problemas médicos relacionados con el cerebro.
Entre los siglos XIII y XIV, los primeros libros de texto de anatomía en Europa, que incluían una descripción del cerebro, fueron escritos por Mondino de Luzzi y Guido da Vigevano.

### Renacimiento

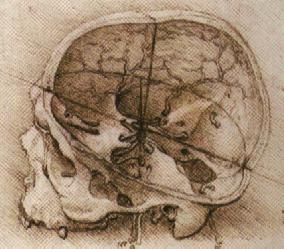
Uno de los bocetos del cráneo humano de Leonardo da Vinci.

Los trabajos de Andreas Vesalius sobre cadáveres humanos encontraron problemas con la visión galénica de la anatomía. Vesalio observó muchas características estructurales tanto del cerebro como del sistema nervioso general durante sus disecciones. Además de registrar muchas características anatómicas como el putamen y el cuerpo calloso, Vesalio propuso que el cerebro estaba formado por siete pares de "nervios cerebrales", cada uno con una función especializada. Otros estudiosos ampliaron la obra de Vesalio añadiendo sus propios esbozos detallados del cerebro humano.

### Revolución científica en el siglo 17
En el siglo XVII, René Descartes estudió la fisiología del cerebro y propuso la teoría del dualismo para abordar la cuestión de la relación del cerebro con la mente. Sugirió que la glándula pineal era el lugar donde la mente interactuaba con el cuerpo tras registrar los mecanismos cerebrales responsables de la circulación del líquido cefalorraquídeo. Jan Swammerdam colocó músculo de muslo de rana seccionado en una jeringuilla hermética con una pequeña cantidad de agua en la punta y, cuando provocó la contracción del músculo irritando el nervio, el nivel del agua no subió, sino que bajó una cantidad ínfima, lo que desacreditó la teoría de los globos. La idea de que la estimulación nerviosa conducía al movimiento tuvo importantes implicaciones al plantear la idea de que el comportamiento se basa en estímulos.Thomas Willis estudió el cerebro, los nervios y el comportamiento para desarrollar tratamientos neurológicos. Describió con gran detalle la estructura del tronco encefálico, el cerebelo, los ventrículos y los hemisferios cerebrales.

## Periodo moderno
El papel de la electricidad en los nervios fue observado por primera vez en ranas disecadas por Luigi Galvani, Lucia Galeazzi Galvani y Giovanni Aldini en la segunda mitad del siglo XVIII. En 1811, César Julien Jean Legallois definió por primera vez una función específica de una región del cerebro. Estudió la respiración en disección y lesiones de animales, y encontró el centro de la respiración en el bulbo raquídeo. Entre 1811 y 1824, Charles Bell y François Magendie descubrieron mediante disección y vivisección que las raíces ventrales de la columna transmiten impulsos motores y las raíces posteriores reciben información sensorial (ley de Bell-Magendie). En la década de 1820, Jean Pierre Flourens fue pionero en el método experimental de realizar lesiones localizadas del cerebro en animales describiendo sus efectos sobre la motricidad, la sensibilidad y el comportamiento. Concluyó que la ablación del cerebelo daba lugar a movimientos que "no eran regulares ni coordinados". En 1843, Carlo Matteucci y Emil du Bois-Reymond demostraron que las fibras nerviosas transmitían señales eléctricas.Hermann von Helmholtz midió que estos viajaban a una velocidad de entre 24 y 38 metros por segundo en 1850.
En 1848, John Martyn Harlow describió que Phineas Gage tenía el lóbulo frontal perforado por una barra de apisonar de hierro en un accidente de voladura. Se convirtió en un caso de estudio sobre la conexión entre la corteza prefrontal y las funciones ejecutivas. En 1861, Paul Broca supo de un paciente del Hospital de Bicêtre que llevaba 21 años con pérdida progresiva del habla y parálisis, pero sin pérdida de comprensión ni de funciones mentales. Broca realizó una autopsia y determinó que el paciente tenía una lesión en el lóbulo frontal del hemisferio cerebral izquierdo. Broca publicó en 1865 los resultados de las autopsias de doce pacientes. Su trabajo inspiró a otros a realizar autopsias minuciosas con el objetivo de relacionar más regiones cerebrales con las funciones sensoriales y motoras. Otro neurólogo francés, Marc Dax, hizo observaciones similares una generación antes. La hipótesis de Broca fue respaldada por Gustav Fritsch y Eduard Hitzig, que descubrieron en 1870 que la estimulación eléctrica de la corteza motora provocaba contracciones musculares involuntarias de partes específicas del cuerpo de un perro, y por las observaciones de pacientes epilépticos realizadas por John Hughlings Jackson, que dedujo correctamente en la década de 1870 la organización de la corteza motora observando la progresión de las convulsiones por el cuerpo. Carl Wernicke siguió desarrollando la teoría de la especialización de estructuras cerebrales específicas en la comprensión y producción del lenguaje. Richard Caton presentó sus hallazgos en 1875 sobre los fenómenos eléctricos de los hemisferios cerebrales de conejos y monos. En 1878, Hermann Munk encontró en perros y monos que la visión estaba localizada en el área cortical occipital, David Ferrier encontró en 1881 que la audición estaba localizada en la circunvolución temporal superior y Harvey Cushing encontró en 1909 que el sentido del tacto estaba localizado en la circunvolución poscentral. La investigación moderna sigue utilizando las definiciones anatómicas citoarquitectónicas (referidas al estudio de la estructura celular) de Korbinian Brodmann de esta época para seguir demostrando que distintas áreas del córtex se activan en la ejecución de tareas específicas.
Los estudios del cerebro se hicieron más sofisticados tras la invención del microscopio y el desarrollo de un procedimiento de tinción por Camillo Golgi a finales de la década de 1890 que utilizaba una sal de cromato de plata para revelar las intrincadas estructuras de las neuronas individuales. Su técnica fue utilizada por Santiago Ramón y Cajal y condujo a la formación de la doctrina de la neurona, la hipótesis de que la unidad funcional del cerebro es la neurona. Golgi y Ramón y Cajal compartieron el Premio Nobel de Fisiología o Medicina en 1906 por sus exhaustivas observaciones, descripciones y categorizaciones de las neuronas de todo el cerebro. Las hipótesis de la doctrina de la neurona se vieron respaldadas por los experimentos posteriores a los trabajos pioneros de Galvani sobre la excitabilidad eléctrica de los músculos y las neuronas. En 1898, el científico británico John Newport Langley acuñó por primera vez el término "autónomo" al clasificar las conexiones de las fibras nerviosas con las células nerviosas periféricas. Langley es conocido como uno de los padres de la teoría de los receptores químicos y como el origen del concepto de "sustancia receptiva". A finales del siglo XIX, Francis Gotch realizó varios experimentos sobre el funcionamiento del sistema nervioso. En 1899 describió la "fase inexcitable" o "refractaria" que tiene lugar entre los impulsos nerviosos. Su principal interés se centraba en cómo la interacción nerviosa afectaba a los músculos y los ojos.
Heinrich Obersteiner fundó en 1887 el ''Instituto de Anatomía y Fisiología del SNC'', más tarde llamado Instituto Neurológico o Obersteiner de la Facultad de Medicina de la Universidad de Viena. Fue una de las primeras instituciones de investigación del cerebro del mundo. Estudió la corteza cerebelosa, describió la zona de Redlich-Obersteiner y escribió uno de los primeros libros sobre neuroanatomía en 1888. A esta escuela asistió Róbert Bárány, quien trabajó en la fisiología y patología del aparato vestibular, graduándose en 1900. Posteriormente, Obersteiner fue reemplazado por Otto Marburg.

## Siglo veinte
Durante el siglo XX, la neurociencia comenzó a ser reconocida como una disciplina académica unificada y diferenciada, en lugar de que los estudios del sistema nervioso fueran un factor de la ciencia perteneciente a una variedad de disciplinas.
Ivan Pavlov contribuyó a muchas áreas de la neurofisiología. La mayor parte de su trabajo involucró investigaciones sobre el temperamento, el condicionamiento y los actos reflejos involuntarios. En 1891, Pavlov fue invitado al Instituto de Medicina Experimental de San Petersburgo para organizar y dirigir el Departamento de Fisiología. Publicó El trabajo de las glándulas digestivas en 1897, tras 12 años de investigación. Sus experimentos le valieron el Premio Nobel de Fisiología y Medicina en 1904. Durante el mismo período, Vladimir Bekhterev descubrió 15 nuevos reflejos y es conocido por su competencia con Pavlov en el estudio de los reflejos condicionados. Fundó el Instituto Psiconeurológico de la Academia Médica Estatal de San Petersburgo en 1907, donde trabajó con Alexandre Dogiel. En el instituto, intentó establecer un enfoque multidisciplinario para la exploración del cerebro El 14 de julio de 1950 creó en Moscú (Rusia) el Instituto de Actividad Nerviosa Superior.
Los trabajos de Charles Scott Sherrington se centraron principalmente en los reflejos y sus experimentos condujeron al descubrimiento de las unidades motoras . Sus conceptos se centraban en el comportamiento unitario de las células activadas o inhibidas en lo que él llamó sinapsis. Sherrington recibió el premio Nobel por demostrar que los reflejos requieren una activación integrada y demostró la inervación recíproca de los músculos ( ley de Sherrington ). Sherrington también trabajó con Thomas Graham Brown, quien en 1911 desarrolló una de las primeras ideas sobre los generadores de patrones centrales. Brown reconoció que la médula espinal puede producir el patrón básico de los pasos sin necesidad de órdenes descendentes del córtex.
La acetilcolina fue el primer neurotransmisor identificado. Fue identificado por primera vez en 1915 por Henry Hallett Dale por sus acciones sobre el tejido cardíaco. Fue confirmado como neurotransmisor en 1921 por Otto Loewi en Graz. Loewi demostró por primera vez la ″humorale Übertragbarkeit der Herznervenwirkung″ en anfibios Inicialmente le dio el nombre de Vagusstoff porque se liberaba del nervio vago y en 1936 escribió: ″Ya no dudo en identificar el Sympathicusstoff con la adrenalina. ″

Un gráfico que muestra el umbral de respuesta del sistema nervioso.

A principios del siglo XX, uno de los principales interrogantes de los neurocientíficos era la fisiología de los impulsos nerviosos. En 1902 y de nuevo en 1912, Julius Bernstein propuso la hipótesis de que el potencial de acción era el resultado de un cambio en la permeabilidad de la membrana axonal a los iones. Bernstein fue también el primero en introducir la ecuación de Nernst para el potencial de reposo a través de la membrana. En 1907, Louis Lapicque sugirió que el potencial de acción se generaba al cruzar un umbral, lo que más tarde se demostraría como un producto de los sistemas dinámicos de las conductancias iónicas. El fisiólogo británico Keith Lucas y su discípulo Edgar Adrian realizaron numerosos estudios sobre los órganos sensoriales y la función de las células nerviosas. Los experimentos de Keith Lucas en la primera década del siglo XX demostraron que los músculos se contraen totalmente o no se contraen en absoluto, lo que se denominó principio del todo o nada. Edgar Adrian observó las fibras nerviosas en acción durante sus experimentos con ranas. Esto demostró que los científicos podían estudiar el funcionamiento del sistema nervioso directamente, no sólo indirectamente. Esto condujo a un rápido aumento de la variedad de experimentos realizados en el campo de la neurofisiología y a la innovación en la tecnología necesaria para estos experimentos. Gran parte de las primeras investigaciones de Adrian se inspiraron en el estudio del modo en que los tubos de vacío interceptaban y mejoraban los mensajes codificados. Al mismo tiempo, Josepht Erlanger y Herbert Gasser consiguieron modificar un osciloscopio para que funcionara a bajas tensiones y pudieron observar que los potenciales de acción se producían en dos fases: una espiga seguida de una postpunta. Descubrieron que los nervios presentaban muchas formas, cada una con su propio potencial de excitabilidad. Con esta investigación, la pareja descubrió que la velocidad de los potenciales de acción era directamente proporcional al diámetro de la fibra nerviosa y recibió el Premio Nobel por su trabajo.

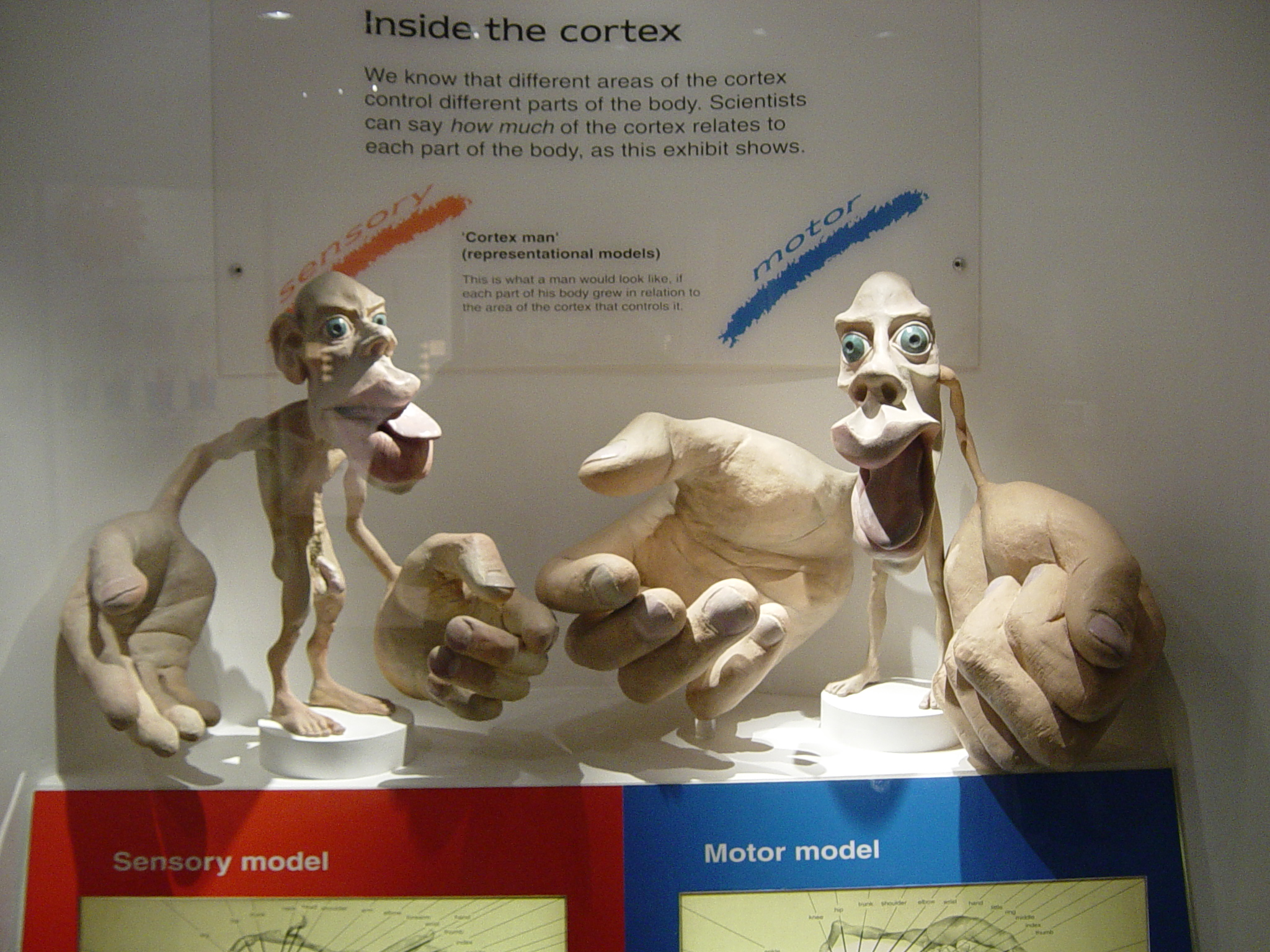
Modelos tridimensionales de homúnculos sensoriales y motores en el Museo de Historia Natural de Londres

En el proceso de tratamiento de la epilepsia, Wilder Penfield elaboró mapas de la ubicación de diversas funciones (motoras, sensoriales, de memoria, visuales) en el cerebro. Resumió sus hallazgos en un libro de 1950 llamado The Cerebral Cortex of Man. Se considera que Wilder Penfield y sus co-investigadores Edwin Boldrey y Theodore Rasmussen son los creadores del homúnculo cortical.
Kenneth Cole se incorporó a la Universidad de Columbia en 1937 y permaneció allí hasta 1946, donde realizó avances pioneros en la modelización de las propiedades eléctricas del tejido nervioso. La hipótesis de Bernstein sobre el potencial de acción fue confirmada por Cole y Howard Curtis, quienes demostraron que la conductancia de la membrana aumenta durante un potencial de acción. David E. Goldman trabajó con Cole y obtuvo la ecuación de Goldman en 1943 en la Universidad de Columbia. Alan Lloyd Hodgkin pasó un año (1937-1938) en el Instituto Rockefeller, durante el cual se unió a Cole para medir la resistencia CC de la membrana del axón gigante del calamar en estado de reposo. En 1939 comenzaron a utilizar electrodos internos dentro de la fibra nerviosa gigante del calamar y Cole desarrolló la técnica de pinza de tensión en 1947. Posteriormente Hodgkin y Andrew Huxley presentaron un modelo matemático para la transmisión de señales eléctricas en las neuronas del axón gigante de un calamar y de cómo se inician y propagan, conocido como modelo de Hodgkin-Huxley . En 1961-1962, Richard FitzHugh y J. Nagumo simplificaron el modelo Hodgkin-Huxley, en lo que se denomina modelo de FitzHugh-Nagumo. En 1962, Bernard Katz modeló la neurotransmisión a través del espacio entre neuronas conocido como sinapsis. A partir de 1966, Eric Kandel y sus colaboradores examinaron los cambios bioquímicos en las neuronas asociados con el aprendizaje y el almacenamiento de la memoria en Aplysia. En 1981, Catherine Morris y Harold Lecar combinaron estos modelos en el modelo Morris-Lecar. Estos trabajos cada vez más cuantitativos dieron lugar a numerosos modelos de neuronas biológicas y modelos de computación neuronal.
Eric Kandel y sus colaboradores han citado a David Rioch, Francis O. Schmitt y Stephen Kuffler por haber desempeñado papeles fundamentales en el establecimiento de este campo. Rioch originó la integración de la investigación anatómica y fisiológica básica con la psiquiatría clínica en el Instituto de Investigación del Ejército Walter Reed, a partir de la década de 1950. En la misma época, Schmitt creó un programa de investigación en neurociencia dentro del Departamento de Biología del Instituto Tecnológico de Massachusetts, que reunía biología, química, física y matemáticas. El primer departamento independiente de neurociencia (entonces llamado Psicobiología) fue fundado en 1964 en la Universidad de California en Irvine por James L. McGaugh. Stephen Kuffler creó el Departamento de Neurobiología de la Facultad de Medicina de Harvard en 1966. Es posible que el primer uso oficial de la palabra "Neurociencia" se produjera en 1962 con el "Programa de Investigación en Neurociencia" de Francis O. Schmitt, auspiciado por el Instituto Tecnológico de Massachusetts.
Con el tiempo, la investigación del cerebro ha pasado por fases filosóficas, experimentales y teóricas, y se prevé que el trabajo sobre simulación cerebral será importante en el futuro.

## Institutos y organizaciones
Como consecuencia del creciente interés por el sistema nervioso, se han creado varios institutos y organizaciones destacados de neurociencia para ofrecer un foro a todos los neurocientíficos. La mayor organización profesional de neurociencia es la Society for Neuroscience (SFN), con sede en Estados Unidos pero que cuenta con muchos miembros de otros países.
| Base | Instituto u organización                                                                                            |
| ---- | --- |
| 1887 | Instituto Obersteiner de la Facultad de Medicina de la Universidad de Viena                                         |
| 1903 | La comisión del cerebro de la Asociación Internacional de Academias                                                 |
| 1907 | Instituto Psiconeurológico de la Academia Médica Estatal de San Petersburgo                                         |
| 1909 | Instituto Central Holandés para la Investigación del Cerebro en Amsterdam, ahora Instituto Holandés de Neurociencia |
| 1947 | Instituto Nacional de Salud Mental y Neurociencias                                                                  |
| 1950 | Instituto de Actividad Nerviosa Superior                                                                            |
| 1960 | Organización Internacional de Investigación del Cerebro                                                             |
| 1963 | Sociedad Internacional de Neuroquímica                                                                              |
| 1968 | Sociedad Europea del Cerebro y el Comportamiento                                                                    |
| 1968 | Asociación Británica de Neurociencia                                                                                |
| 1969 | Sociedad de Neurociencia                                                                                            |
| 1997 | Centro Nacional de Investigación del Cerebro                                                                        |

En 2013, se anunció la Iniciativa BRAIN en Estados Unidos. En 2017 se creó una Iniciativa Internacional del Cerebro, actualmente integrada por más de siete iniciativas de investigación del cerebro a nivel nacional (EE. UU., Europa, Instituto Allen, Japón, China, Australia Archivado el 5 de febrero de 2020 en Wayback Machine., Canadá, Corea, Israel ) que abarcan cuatro continentes. .

## Otras lecturas
- Rousseau, George S. (2004). Actos nerviosos: ensayos sobre literatura, cultura y sensibilidad. Basingstoke: Palgrave Macmillan.ISBN 1-4039-3454-1 (rústica)ISBN 1-4039-3453-3
- Wickens, Andrew P. (2015) Una historia del cerebro: desde la cirugía de la Edad de Piedra hasta la neurociencia moderna. Londres: Psychology Press. ISBN 978-1-84872-365-8 (rústica), ISBN 978-84872-364-1 (tapa dura), ISBN 978-1-315-79454-9 (libro electrónico)